# Séverni (Oktiabrski)
|  | Per a altres significats, vegeu «Séverni». |

Séverni - Северный (rus) és un possiólok del krai de Krasnodar, a Rússia. Es troba a les planes del Kuban-Priazov, a la vora del Siniükha, petit tributari del Txamlik, afluent del Labà, de la conca del Kuban. És a 25 km al nord de Kurgàninsk i a 132 km a l'est de Krasnodar.
Pertany al possiólok d'Oktiabrski.